# Code Red (album de Sodom)
Pour les articles homonymes, voir Code Red (homonymie).
Albums de Sodom
'Til Death Do Us Unite
(1997) M-16
(2001)
Code Red est le neuvième album studio du groupe de thrash metal allemand Sodom. L'album est sorti en 1999 sous le label Drakkar Productions. La pochette a été dessinée par Axel Hermann.
Le titre de l'album est une référence au virus informatique portant le même nom.
À partir de cet album, le groupe s'est remis à jouer dans un registre thrash metal classique, ce qui a été globalement bien accueilli par les fans du groupe.
L'album est également sorti en édition limitée avec un disque supplémentaire composé de reprises intitulé Homage to the Gods. Les titres repris sont de groupes ayant influencé la musique de Sodom.
La sample de l'intro est extraite du film Full Metal Jacket.

## Liste des morceaux
Toutes les chansons sont écrites et composées par Tom Angelripper.
| No  | Titre                  | Durée |
| --- | ---------------------- | ----- |
| 1.  | Intro                  | 0:48  |
| 2.  | Code Red               | 3:55  |
| 3.  | What Hell Can Create   | 3:32  |
| 4.  | Tombstone              | 3:55  |
| 5.  | Liquidation            | 2:45  |
| 6.  | Spiritual Demise       | 2:51  |
| 7.  | Warlike Conspiracy     | 2:50  |
| 8.  | Cowardice              | 4:17  |
| 9.  | The Vice of Killing    | 4:22  |
| 10. | Visual Buggery         | 3:13  |
| 11. | Book Burning           | 2:34  |
| 12. | The Wolf and the Lamb  | 3:19  |
| 13. | Addicted to Abstinence | 2:06  |

## Composition du groupe
- Tom Angelripper – chant, basse
- Bernemann – guitare
- Bobby Schottkowski – batterie

Membre additionnel
- Harris Johns - Guitare sur The Wolf and the Lamb